# Armin von Lossow
Balthasar Friedrich Ludwig Armin von Lossow (* 11. Mai 1876 in Bremen; † 28. März 1945 in Berlin-Zehlendorf) war ein deutscher Landrat.

## Biografie
Lossow war der Sohn des Zollinspektors Georg Adolf Heinrich Gustav Lossow (1833–1891, später Geheimer Regierungsrat und Mitglied des Statistischen Amts des Deutschen Reiches). studierte Armin von Lossow nach dem Besuch des Königlich-Französischen Gymnasiums Berlin Rechtswissenschaften in Berlin, Heidelberg und München. Während seines Studiums wurde er 1895 Mitglied der Burschenschaft Allemannia Heidelberg. Er war 1899/1900 Einjährig-Freiwilliger beim 1. Garde-Ulanen-Regiment in Potsdam und ab 1901 Leutnant der Reserve. Nach Examen und Referendariat wurde er 1905 Regierungsassessor beim Landrat in Memel und ging 1906 zur Regierung nach Potsdam. 1912 wurde er kommissarischer und 1913 endgültiger Landrat im Landkreis Osterburg.
Im Ersten Weltkrieg diente er als Oberleutnant von 1914 bis 1916 im 1. Garde-Ulanen-Regiment und bei der Etappen-Fuhrpark-Kolonne 122. 1915 wurde er Rittmeister und Kommandeur der Etappen-Fuhrpark-Kolonne 4 an der Yser-Front. Für seine Leistungen erhielt Lossow das Eiserne Kreuz II. Klasse und das Verdienstkreuz für Kriegshilfe. Laut dem Kriegstagebuch seines alten Potsdamer Regiments wurde Lossow als ehemaliger Offizier geführt.
1920 wurde er als Landrat beurlaubt. Er war als stellvertretender Vorsitzender der Reichsfettstelle in Berlin tätig. Von 1921 bis 1939 war er Landrat im Landkreis Rotenburg (Wümme), von 1921 bis 1938 dort im Vorstand der Kreissparkasse Rotenburg. Zum 1. Mai 1937 trat er in die NSDAP ein (Mitgliedsnummer 4.012.537). 1939 ging er in den Ruhestand. Lossow war in der Landesabteilung Hannover-Oldenburg, Braunschweig-Bremen der gleichgeschalteten Deutschen Adelsgenossenschaft organisiert.
Lossow war seit 1907 Ehrenritter des Johanniterordens und wurde dort 1929 Rechtsritter, innerhalb der Hannoverschen Genossenschaft der alten Kongregation. Lossow wird in der Fachliteratur auch nach seinem Tod als Rechtsritter geführt. Dies wäre fraglich, da eine Doppelmitgliedschaft NSDAP und Johanniterorden seit 1938 untersagt war. In den offiziellen Nachweisungen zu den Austritten der einzelnen Mitglieder innerhalb der Ordensblätter wird Lossow nicht aufgeführt, in den Mitteilungen des Johanniterorden ab 1946 zu den verstorbenen oder vermissten Rittern, was wiederum als Beleg zur weiteren Teilhabe gelten würde, aber ebenso wenig. Die Hannoversche Genossenschaft vermeldet in der jüngst veröffentlichten Chronik mit vierzehn Meldungen insgesamt eine geringe Anzahl von Austritten.
Er hatte 1912 in Sanssouci die Tochter des Generals Maximilian von Lyncker, Viktoria (Taja) Freiin von Lyncker (1885–1945), aus dem Potsdamer Vorort Bornstedt stammend, geheiratet. Das Ehepaar hatte die Tochter Brigitte und den Sohn Joachim.